# Vasilikī Louka
Vasilikī Louka (in greco Βασιλική Λούκα?; Amarousio, 5 luglio 1996) è una cestista greca.

## Carriera
Con la Grecia ha disputato i Campionati europei del 2021.